# جمالية الأيام القديمة

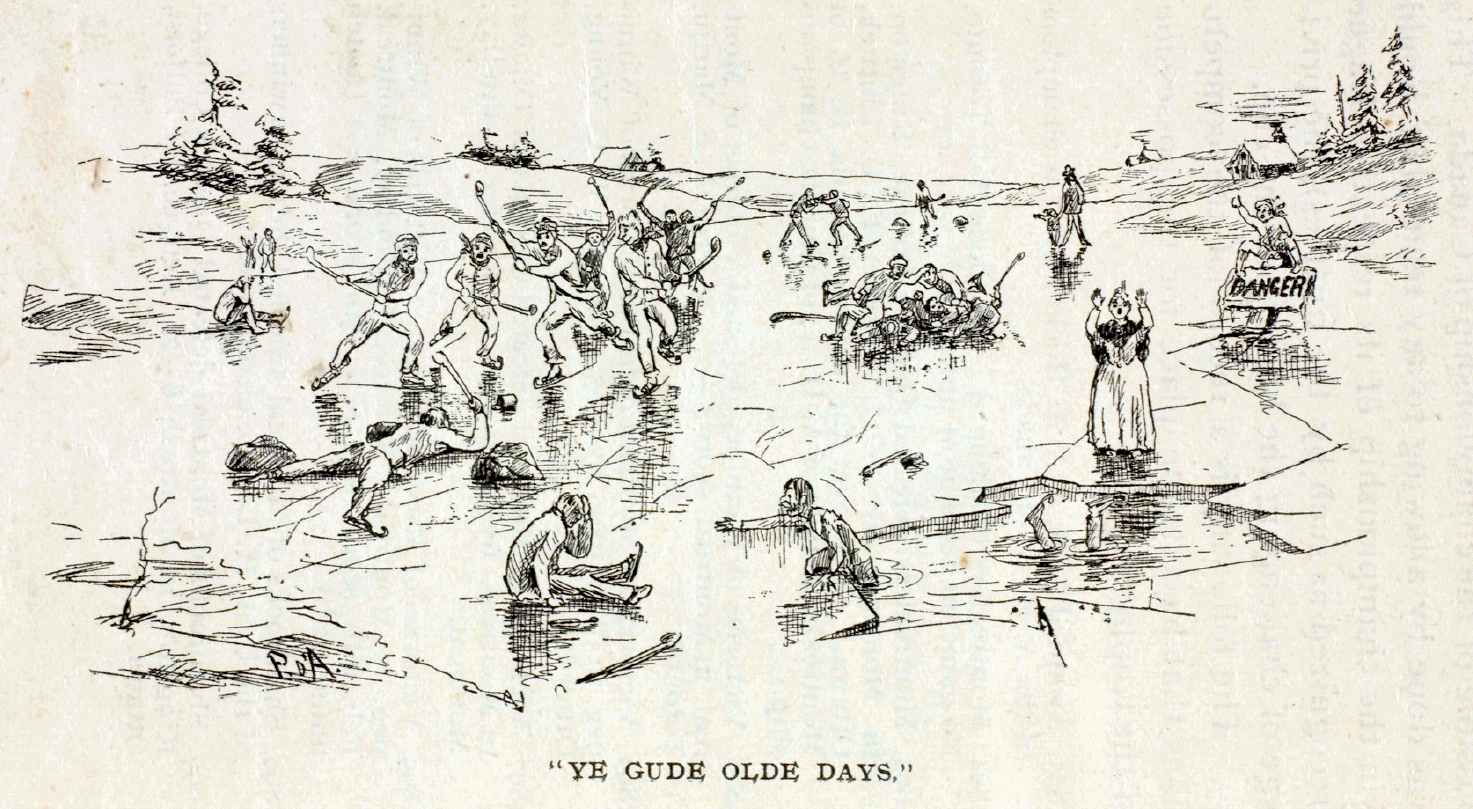

هو مصطلح مبتذل في ثقافات معروفة. وتستخدم كمرجع للمتحدث لاعتباره أنه هناك وقت في الماضي أفضل من الحقبة الحالية. وهو نوع من الحنين الذي يؤدي للشوق للوطن أو الرغبة للحظات قديمة.
في عام 1726 استخدم جون هينلي هذا المركب في كتابة «القداس البدائي» والذي ذكر فيه:«لكل المعجبين الصادقين للأيام الخوالي لأفضل وأحكم أجداد، هذا الجزء من الكتاب هو الأكثر تواضعا وتكريسا»
في عام 1727 كتب دانييل ديفو في كتابه «التاجر الإنجليزي الكامل»: «التجارة في الأيام الخوالي، عندما كان الأجداد كادحون فيها» في هذا الجزء من الكتاب يقول دانييل أن التاجرين كانوا أفضل حالا من وقت دانييل..

## انظر إلى
- العصرالذهبي